# Aina Ayuso
Aina Ayuso Bagur (Sant Just Desvern, Barcelona, 1 de agosto de 1999) es una jugadora de baloncesto española que se desempeña en la posición de base. Actualmente pertenece al Club Baloncesto Jairis de la Liga femenina española, y es internacional con la selección española.

## Trayectoria
Se formó en el Segle XXI, con el que debutó, aún como cadete, en la Liga Femenina 2. En la temporada 20217-18 dio el salto a la NCAA estadounidense, jugando para las Oregon Ducks. Ya de vuelta en España, pasó la siguiente temporada en el Snatt's Femení Sant Adrià, y al final de esa temporada se fue al Club Bàsquet Santfeliuenc para disputar con ellos la fase de ascenso de Liga Femenina 2 a Liga Femenina. La temporada 2021-22 la jugó en el Club Deportivo Promete, y el siguiente año dio el salto internacional a la A1 Ethniki griega, con el Olympiacos. En mayo de 2023 se anunció que volvía a España, fichando por el Club Baloncesto Jairis murciano.
En abril de 2021, en el Draft de la WNBA, fue escogida en 34ª posición (3ª ronda), por las Los Angeles Sparks, aunque aún no ha llegado a debutar en la liga.

## Clubes
- 2014–2017: Siglo XXI (Liga Femenina 2).
- 2017–2018: Oregon Ducks (NCAA).
- 2018–2019: CBF Sant Adrià (Liga Femenina).
- 2019: Club Bàsquet Santfeliuenc (Fase de ascenso a Liga Femenina).
- 2019–2020: Stadium Casablanca (Liga Femenina).
- 2020–2021: Casademont Zaragoza (Liga Femenina).
- 2021–2022: Club Deportivo Promete (Liga Femenina).
- 2022–2023: Olympiacos (A1 Ethniki femenina y Euroliga Femenina).
- 2023–act.: Hozono Global Jairis (Liga Femenina y EuroCup femenina).

## Selección nacional
Fue habitual en las categorías inferiores de la selección española, desde la sub-16 hasta la sub-20, pero no fue hasta 2018 cuando logró colgarse su primera medalla internacional.
Su primera convocatoria con la absoluta fue en 2020, para preparar el EuroBasket Femenino 2021 y los Juegos Olímpicos de 2021, aunque su debut no se produciría hasta 2024, en un torneo amistoso de preparación para los Juegos Olímpicos de 2024.

### Palmarés

#### Absoluta
- EuroBasket 2025 ( Alemania,  República Checa,  Grecia,  Italia)

#### Absoluta 3x3
- Juegos Mediterráneos 2022 ( Orán)

#### Categorías inferiores
- Europeo U20 2018 ( Hungría)

## Logros y reconocimientos
- Ganadora de la Copa de la Reina 2025 con el Hozono Global Jairis.
- MVP de la Copa de la Reina 2025.[4]